# Alice Pike Barney

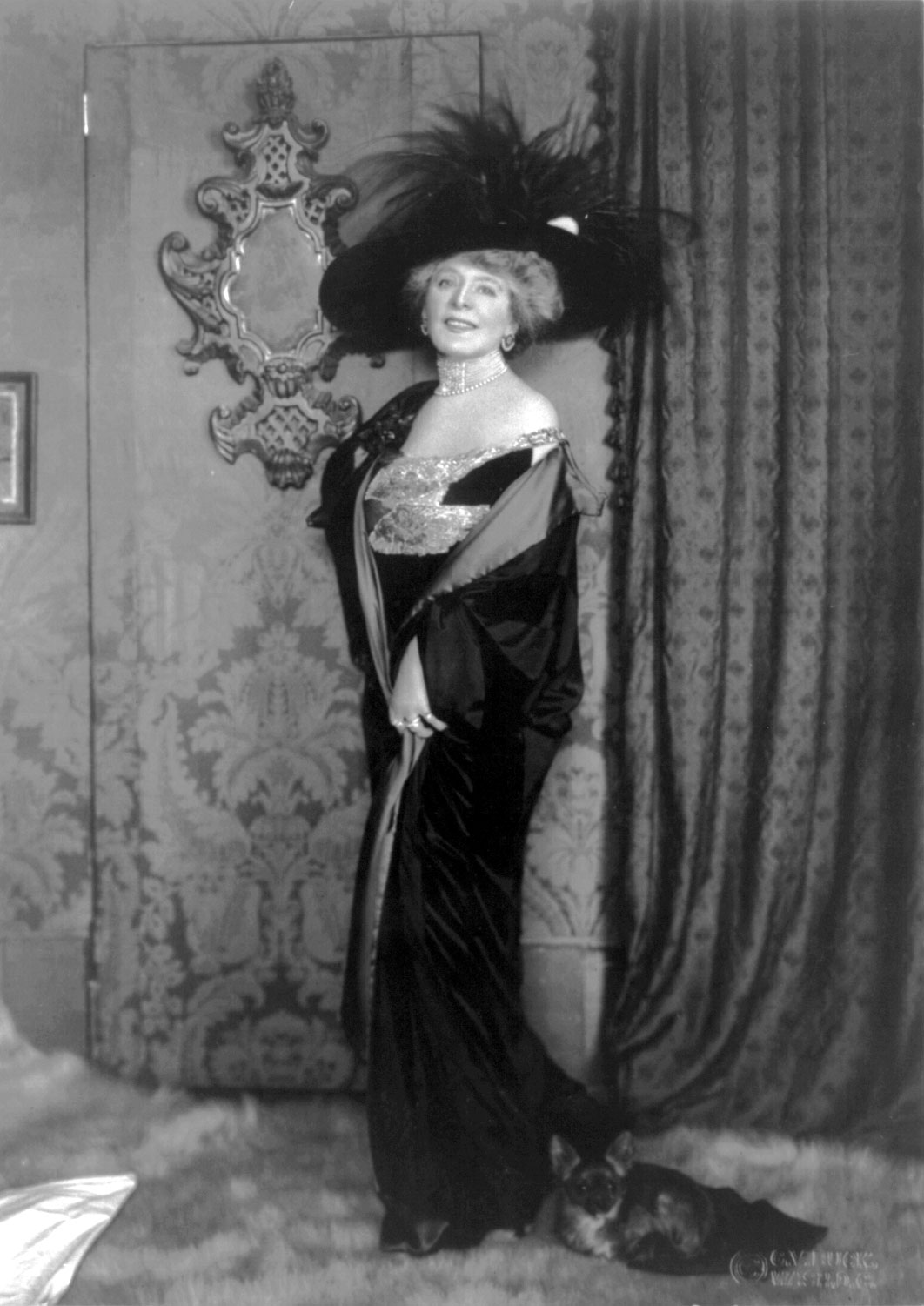
Alice Pike Barney w 1912

Alice Pike Barney (ur. 14 stycznia 1857 w Cincinnati, zm. 12 października 1931 w Los Angeles) – amerykańska malarka działająca w Waszyngtonie. Jej córkami były Natalie Clifford Barney i Laura Clifford Barney.

## Życiorys
Ojciec Alice, Samuel Napthali Pike, zbił fortunę na produkcji whiskey. Był również patronem sztuk w Cincinnati w stanie Ohio, gdzie wybudował Pike's Opera House. Jego ojciec był niemieckim Żydem, matka Holenderką. Matka Alice była z kolei Francuzką. W 1866 rodzina przeprowadziła się do Nowego Jorku, gdzie ojciec wybudował Grand Opera House. Alice była najmłodszym z czworga dzieci i jako jedyna podzielała kulturalne zainteresowania ojca. Jako dziecko przejawiała talenty śpiewaczki i pianistki.
W wieku 17 lat została zaręczona z Henrym Mortonem Stanleyem. Ponieważ Alice była prawie dwa razy młodsza od narzeczonego (Stanley miał wówczas 33 lata), jej matka naciskała, aby narzeczeni zaczekali ze ślubem. W czasie kiedy Stanley wyruszył na wyprawę do Afryki Alice poślubiła Alberta Clifforda Barneya, syna producenta wagonów kolejowych z Dayton w stanie Ohio.
W 1882 państwo Barney spędzali lato w Nowym Jorku. W hotelu Long Beach spotkali pisarza Oscara Wilde’a. Następnego dnia Wilde, Alice i jej najstarsza córka Natalie wybrali się na spacer na plażę. Przeprowadzona wówczas rozmowa skłoniła Alice do studiowania malarstwa, mimo braku aprobaty ze strony męża.

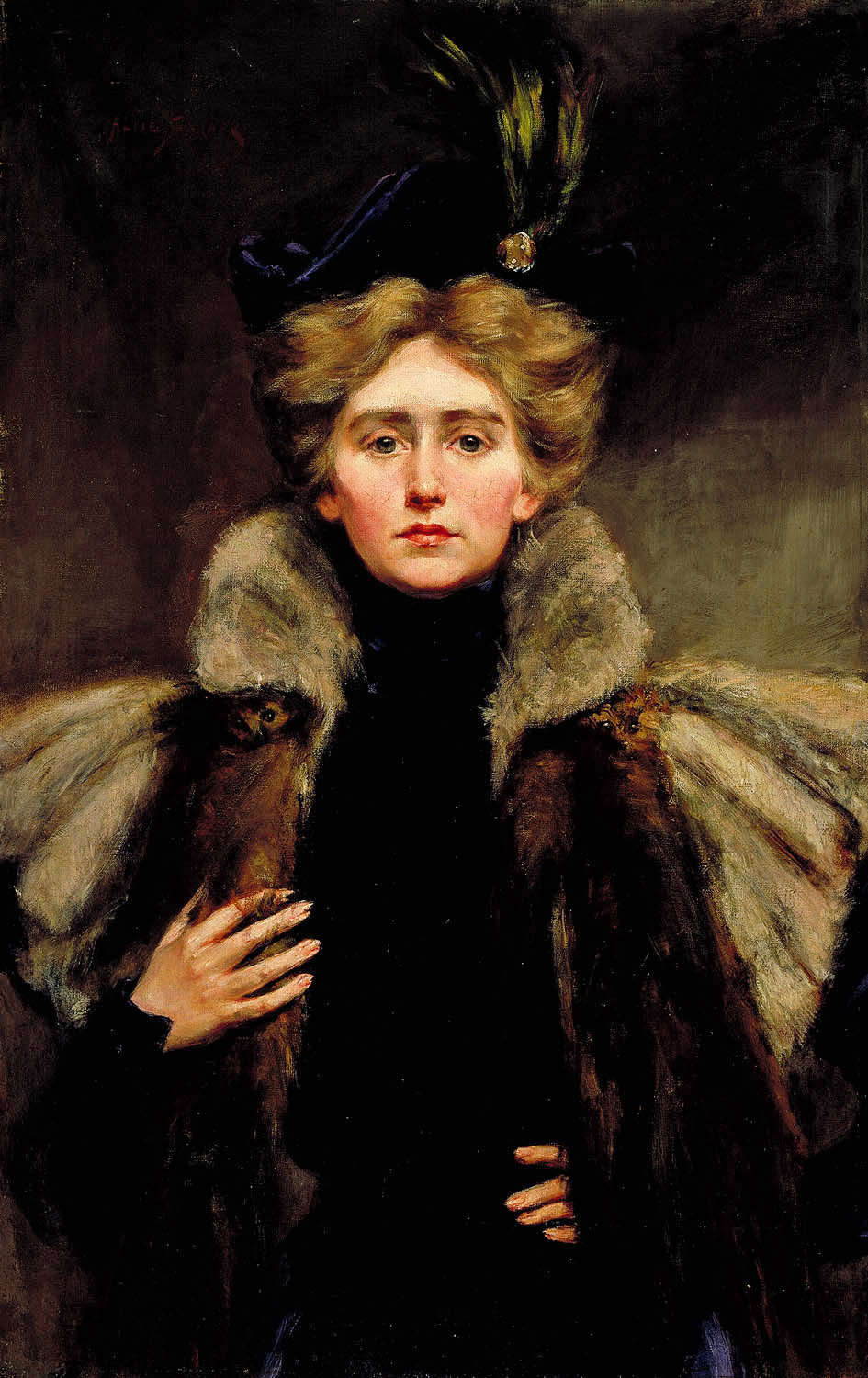
Natalie in Fur Cape, portret córki z 1896 r.

W 1887 r. Alice wyjechała do Paryża, aby być bliżej córek, które uczyły się wówczas w Les Ruches. Podczas pobytu we Francji Alice studiowała malarstwo u Carlosa-Durana. Alice powróciła do Paryża w 1896, kiedy jej córka Laura leczyła kontuzję nogi. Ponownie podjęła wówczas studia u Durana oraz u hiszpańskiego malarza Claudio Castelucho. Była również jedną z pierwszych studentek akademii Jamesa McNeilla Whistlera. W 1899 otworzyła salon w wynajętym domu przy Avenue Victor Hugo. Regularnymi gośćmi byli w nim symboliści: Lucien Lévy-Dhurmer, John White Alexander i Edmond Aman-Jean. Wkrótce malarstwo Alice zaczęło nabierać cech symbolizmu.

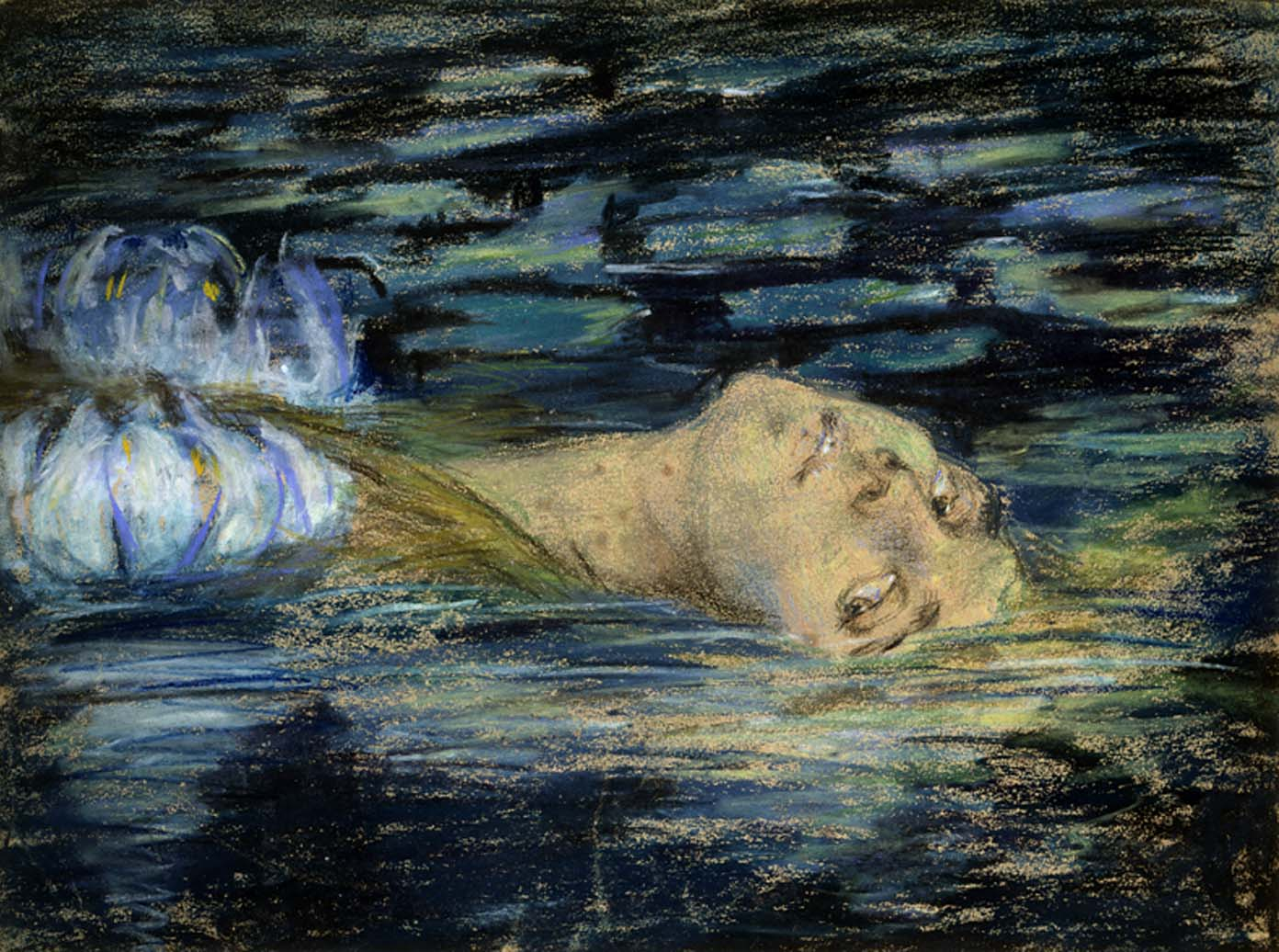
Waterlily (1900), jedna z ilustracji Barny do książki jej córki. Modelką była jej kuzynka, Ellen Goin

Kiedy Natalie Barney wydała tomik poezji Quelques Portraits-Sonnets de Femmes Alice wykonała ilustracje do tego tomiku. Nie zdawała sobie sprawy, że wiersze miłosne są adresowane do kobiet a trzy z czterech modelek to kochanki jej córki. Kiedy Albert Barney dowiedział się o lesbijskich wątkach z twórczości córki przybył do Paryża, wykupił niesprzedane egzemplarze tomiku i je zniszczył. Nalegał także aby żona i córka powróciły z nim do Stanów. Wkrótce jednak opublikowano pierwszy waszyngtoński Social Register. Opisanie Alice Barney jako córki producenta whiskey i wnuczki żydowskiego imigranta podkopało nieco społeczną pozycję Barneyów. Albert uznał to za katastrofę. Zaczął więcej pić i po dwóch miesiącach doznał zawału serca. Stan jego zdrowia pogarszał się w dalszym stopniu i Albert zmarł w 1902
W tym czasie Alice Barney miała indywidualne wystawy w wielu galeriach, m.in. w Corcoran Gallery of Art. Działała na rzecz uczynienia z Waszyngtonu centrum sztuki. Wiele jej obrazów znajduje się obecnie w zbiorach Smithsonian American Art Museum.

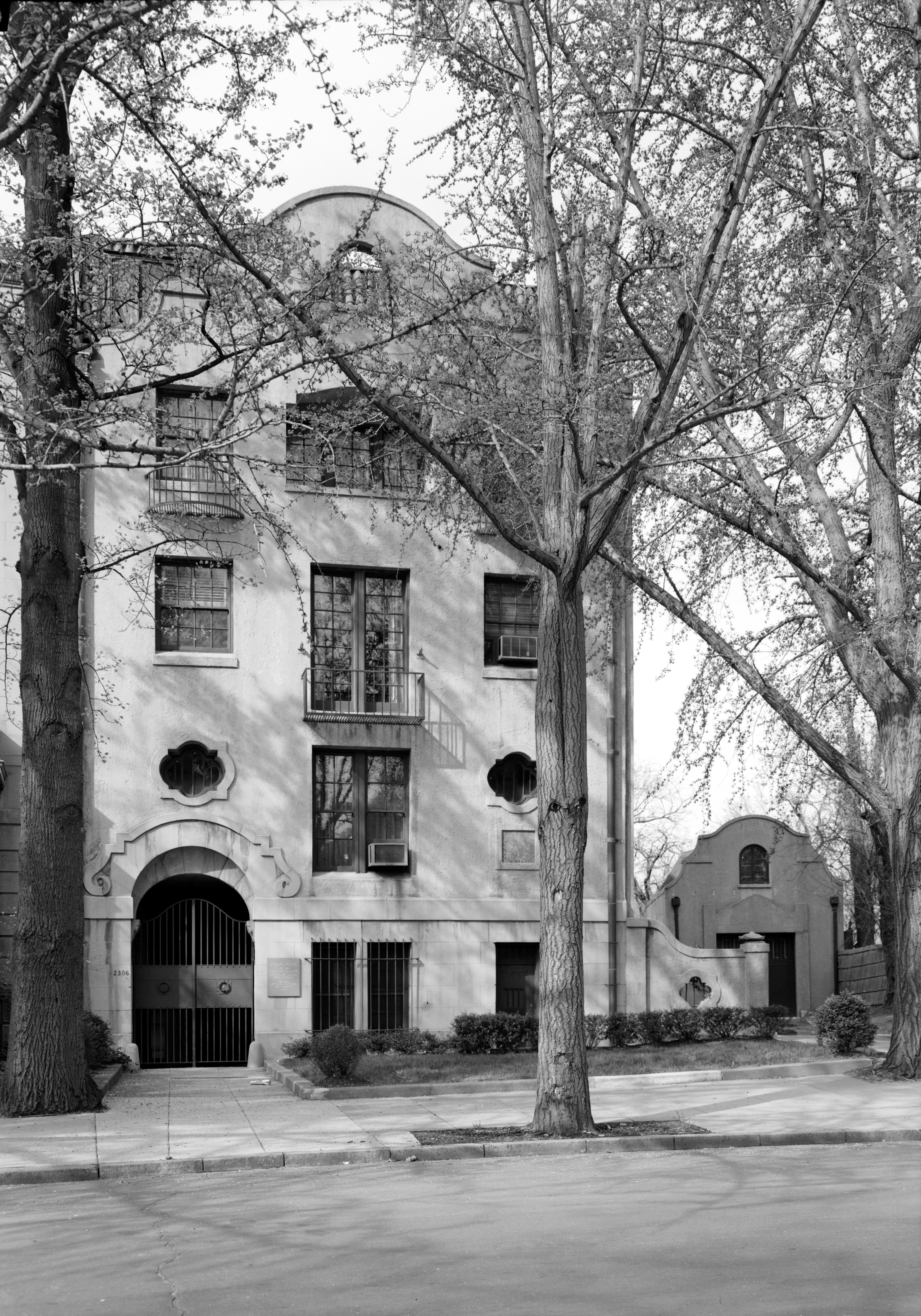
Pracownia Alice Pike Barney w Waszyngtonie, obecnie siedziba ambasady łotewskiej

Ok. 1900 r. przeszła na bahaizm. W 1911, mając 53 lata, poślubiła 23-letniego Christiana Hemmicka. Związek ten stał się obiektem zainteresowania światowej prasy. Małżeństwo to zakończyło się rozwodem w 1920.